# Hans-Martin Große-Oetringhaus
Hans-Martin Große-Oetringhaus (* 16. Februar 1948 in Schalksmühle-Klagebach/Sauerland) ist ein deutscher Pädagoge und Schriftsteller.

## Leben
Hans-Martin Große-Oetringhaus wuchs als Sohn eines evangelischen Pfarrers in Hemmerde auf. Er absolvierte ein Lehramtsstudium, das er als Diplom-Pädagoge abschloss. 1973/74 wirkte er in einer Obdachlosensiedlung. Danach setzte er sein Studium fort und promovierte 1977 an der Pädagogischen Hochschule Münster mit einer Arbeit über das Bildungswesen in Südafrika zum Dr. päd. Von 1978 bis 1979 war Große-Oetringhaus wissenschaftlicher Mitarbeiter am Deutschen Institut für Wissenschaftliche Pädagogik in Münster, danach lehrte er an der Universität Münster. Ab 1984 war er im Bereich Medienpädagogik für das Kinderhilfswerk Terre des Hommes in Osnabrück tätig. Zahlreiche Reisen und Studienaufenthalte führten ihn nach Afrika, Asien, Lateinamerika und Australien. Große-Oetringhaus lebt in Krefeld.
Große-Oetringhaus veröffentlichte neben pädagogischen Fachabhandlungen und Unterrichtsmaterialien auch erzählende Werke für Kinder und Jugendliche, meist zu Themen aus der „Dritten Welt“. Er ist Mitglied des Verbandes Deutscher Schriftsteller.

## Preise und Auszeichnungen
- 1985 Preis der Leseratten des ZDF
- 1996 Bad Wildbader Kinder- und Jugendliteraturpreis

## Werke
- Bildung zwischen Apartheid und Widerstand, Berlin-Lichterfelde 1978, ISBN 978-3-92161439-6.
- Bildungsprobleme Afrikas zwischen Kolonialismus und Emanzipation, Berlin 1979 (zusammen mit Christel Adick und Renate Nestvogel)
- Mehr Bundeskompetenz im Bildungswesen – Machtstreben oder Sachzwang?, Münster 1979 (zusammen mit Michaele Hetzel und Georg Schlünder)
- Wird Feuer ausbrechen?, Reinbek bei Hamburg 1980
- mit Franz Josef Brüseke: Blätter von unten. Alternativzeitungen in der Bundesrepublik. Offenbach 1981, ISBN 978-3-88534-305-9.
- Makoko, Wuppertal 1981
- Erziehung zur Apartheid, Bad Bentheim 1982
- Jeder ein Lehrer, jeder ein Schüler, München 1983
- Nini und Pailat, München 1984
- Partisanen in einem vergessenen Land, Würzburg 1984
- Wenn Leila Wasser holt, Reinbek bei Hamburg 1984
- Han findet neue Eltern, Osnabrück 1986 (zusammen mit Mona Manson)
- Kein Platz für Tränen, Wuppertal 1986
- Knoten von Kinderhand, Osnabrück 1986
- Pancho und die kleinen Menschen, Osnabrück 1986
- Unter den Füßen die Glut, Reinbek bei Hamburg 1987
- Das Geheimnis der roten Maschine, Ravensburg 1988
- Kinderhände, Baden-Baden 1988 (zusammen mit Franz Nuscheler)
- Noxolos Geheimnis, Berlin 1988
- Der Reis ist wie der Himmel, Osnabrück 1988
- Der kleine Elefant, Osnabrück 1989
- Cecilia und der Zauberstein, Berlin 1990
- Jogan haut ab, Berlin 1990
- Liens großer Traum, Reinbek bei Hamburg 1990
- Nakosi, Baden-Baden 1991 (zusammen mit Renate Giesler)
- United kids, Berlin 1991
- Kreiselgeschichten, Osnabrück 1992
- Trompo, Berlin 1992
- Kinder haben Rechte – überall, Berlin 1993
- Die Schönheit ist schon zu sehen, Osnabrück 1993
- Überlebt, Unkel/Rhein [u. a.] 1993
- Aminatas Entdeckung, Frankfurt am Main 1994 (zusammen mit Monika Bulang-Lörcher)
- Kokaspur, Wuppertal 1995
- Laßt nicht locker!, Recklinghausen 1996
- Zukunft für Mädchen, Osnabrück 1996 (zusammen mit Renate Giesler)
- Duisburg und ich, Sankt Augustin 1998
- Die Agenda 21, Osnabrück 1999
- Kinder im Krieg, Osnabrück 1999
- Kinder im Krieg – Kinder gegen den Krieg, Mülheim an der Ruhr 1999
- Vietnam, Osnabrück 1999
- Was habt ihr mit der Welt gemacht?, Osnabrück 2000
- Kleine Prinzinnen und ihre Träume, Osnabrück 2001 (zusammen mit Peter Strack)
- Reportagen über das Reisen und Schreiben und über Kinder, die aktiv sind. 2 Bde., Nierstein 2004.
- Eulenschreie – mitten am Tag, Gaggenau 2005
- Kids in Action, Bad Honnef 2005
- Das kleine Vorlesebuch für kleine Menschen, Osnabrück 2005
- Cacarica – Traum vom Frieden, Osnabrück 2007
- Tierisch menschlich, Dienheim 2007
- Lebenswelten Jugendlicher und Globalisierung. Unterrichtsmaterial zum Lernbereich Globale Entwicklung (5. bis 10. Klasse). Buxtehude 2011, ISBN 978-3-40323103-5
- Im Schatten des Kirchturms – Kindheitstage im Pfarrhaus, Norderstedt 2023

Er ist Herausgeber von mehreren pädagogischen Sammelschriften und Anthologien von Kinderliteratur.